# Бердиев, Намаз Бердиевич
Намоз Бердиевич Бердиев — таджикский учёный, доктор биологических наук, профессор, заслуженный деятель науки и техники Республики Таджикистан.
Родился 23 января 1939 года в кишлаке Митан Иштиханского района Самаркандской области в семье колхозника.
После окончания средней школы поступил на ветеринарный факультет Самаркандского сельскохозяйственного института. В 1962 году после успешного завершения учёбы направлен на работу в совхоз «Кангурт» Советского (ныне Темурмаликского) района Таджикской ССР в должности главного ветеринарного врача.
В 1964—1967 гг. аспирант НИИ ветеринарии Министерства сельского хозяйства, защитил кандидатскую диссертацию:
- Йодная недостаточность у свиней в районах эндемического зоба юга Таджикистана: диссертация … кандидата ветеринарных наук : 16.00.00. — Душанбе, 1966. — 211 с. : ил.

Работал там же младшим, позже - старшим научным сотрудником.
С 1969 года старший научный сотрудник, с 1976 года заведующий ЦНИЛ Таджикского мединститута.
В 1982 году присвоена учёная степень доктора биологических наук, в 1990 г. — звание профессора. Докторская диссертация:
- Адаптация и естественная резистентность животных в условиях высокогорья : диссертация … доктора биологических наук : 03.00.13. — Душанбе, 1979. — 478 с. : ил.

Работал заведующим кафедрой биологии с основами генетики, одновременно – проректором ТГМУ по международным отношениям.
Под его руководством подготовлено 12 кандидатов наук и 2 доктора наук.
Автор (соавтор) 7 учебников и учебных пособий, 4 монографий.
Заслуженный деятель науки и техники Республики Таджикистан.
Умер 20 июля 2021 года от последствий коронавируса.
Семья: жена — Мунаввара Бердиева (педагог), 7 детей.